# 琳达陨石坑
琳达陨石坑（Linda）是位于月球正面雨海西部的一座小撞击坑，其名称取自西班牙女性名，1979年被国际天文学联合会正式接受。

## 描述
该陨坑西北偏西和西南偏南分别靠近小陨坑加斯顿和鲍里斯、西南毗邻较大的德利尔环形山，它的西面矗立着鲍里斯断崖，东面和东南分别蜿蜒着德利尔月溪和丢番图月溪。该陨坑中心月面坐标为30°41′N 33°23′W / 30.69°N 33.38°W，直径1.11公里，深约0.14公里。
琳达陨石坑是一座圆杯状的撞击坑，坑壁最大高出周边地形40米，内部容积约0.05立方千米，坑底没有其它醒目的地貌结构。